# Penicillium palmae
Penicillium palmae är en svampart som beskrevs av Samson, Stolk & Frisvad 1989. Penicillium palmae ingår i släktet Penicillium och familjen Trichocomaceae.   Inga underarter finns listade i Catalogue of Life.